# 架构描述语言
架构描述语言（Architecture Description Language），簡稱ADL。目前，两个重要的团体在使用架构描述语言术语。它们是：
- 软件工程团体
- 企业建模和工程团体

在软件工程团体，架构描述语言（ADL）是一种计算机语言，用来描述软件或系统架构。这意味着如果是技术性架构，该架构必须被清楚的传达给软件开发者。功能架构下，该软件架构必须被清楚的传达给利益相关者和企业工程师。一些软件工程团体开发了若干ADL，如ACME（CMU开发），AADL（SAE标准化），C2（UCI开发），Darwin（英国伦敦帝国学院开发）和Wright（CMU开发） 。
企业建模和工程团体也开发了企业级的架构描述语言。例子包括ArchiMate（现在是 The Open Group 發佈的标准），DEMO等。这些语言并不需要参照软件构件等。但他们大多数认为应用架构应该能清楚的传达给软件工程师。
下面所写的内容主要从软件工程团体的角度考虑。

## 简介
如有标准标记（ADL）表现架构，下列方面将会更好：
- 相互沟通
- 体现早期设计决策
- 系统抽象可转换

过去的架构主要是通过画方块和线表述。图中通常定义下列内容：
- 构件的自然特性
- 构件属性
- 语义连接
- 整个系统行为

ADL起源于正式表现架构的语言学方法，因此也表明了其缺点。复杂的ADL允许架构设计决策的早期分析和可行性测试。

## 特征
有许多种ADL，或由学术机构开发或由工业组织开发。有些语言不试图成为一个ADL，但事实证明它们适合表现和分析架构。ADL原则上的不同之处：
- 需求语言，因为ADL植根于解决方案，而需要说明问题。
- 编程语言，因为ADL不能绑定架构抽象到具体解决方案
- 建模语言，因为ADL往往侧重于表现构件而不是整体行为。然而，有重点表现构件的特定域建模语言（DSML）。

下面列表是ADL语言最基本的要求。必须：
- 适合架构表达给所有有关方面
- 支持架构创建，完善和验证任务
- 提供一个进一步实现的基础，因此它必须能够给ADL规范添加信息，使最终的系统规范衍生自ADL
- 提供表现通用类型架构的能力
- 支持分析能力或提供快速生成原型的实现

ADL的共同点：
- 图形语法，带有通常是文字形式并正式定义的语法和语义
- 分布式系统建模的特性
- 不支持捕捉设计信息，除非使用通用注释机制
- 能够表现细节层次，包括通过实例模板建立子结构

ADL的不同能力：
- 在架构层次，处理实时构造，如期限和任务优先次序，
- 支持不同风格架构的规范。很少处理面向对象类继承或动态架构
- 支持分析
- 处理相同架构的不同实例，涉及产品线架构

ADL积极因素
- ADL代表表现架构的正式方式
- ADL，人和机器可读
- 支持在可能比原先较高的水平描述一个系统
- ADL支持架构分析-完整性，一致性，歧义，和性能
- ADL支持自动生成软件系统

ADL消极因素
- 没有普遍一致的意见：ADL应表现什么，特别是架构的行为
- 目前使用的表现，分析困难且无商业工具支持
- 大多数ADL倾向于垂直优化特定的分析

架构的共同概念
ADL团体普遍认为，软件体系结构是一套组件以及它们之间的连接。但也有如下不同类型的架构：
对象连接架构
- 配置包括接口和面向对象系统的连接的
- 接口指定由模块必须提供的特性与接口一致
- 接口所代表的连接与调用图一起
- 通常编程语言强制一致性

o 分解- 接口关联到唯一的模块
o 接口一致性-句法规则的静态检查
o 通信完整性-模块之间可见性 
接口连接架构
- 扩展接口和连接的角色

o 接口指定“需要”和“提供”特性
o 连接被定义在“需要”和“提供”特性之间 
- 包括接口，连接和约束

o 约束架构中接口和连接的严格行为
o 架构中的约束映射为系统需求 
大多数ADL实现了接口连接架构。

## 架构与设计
架构和设计区别是什么？架构铸造非功能性决策和划分功能需求，而设计是贯穿功能需求完成过程的原则。架构探索意味着，有必要更深一层验证选择，因此，架构必须做高层次的设计，以验证划分。

## 例子
下面的列表给出了目前为止最好的ADL候选
- 主要候选
  - ACME / ADML (CMU/USC) （页面存档备份，存于）
  - Rapide (Stanford) （页面存档备份，存于）
  - Wright (CMU) （页面存档备份，存于）
  - Unicon (CMU)
  - ByADL (Build Your ADL) （页面存档备份，存于） - 拉奎拉大學
  - LePUS3 和 Class-Z （页面存档备份，存于） (艾塞克斯大学)
  - ABACUS (UTS) （页面存档备份，存于）
- 第二候选
  - Aesop (CMU) （页面存档备份，存于）
  - MetaH (霍尼韦尔)
  - AADL (SAE) - 架构分析设计语言
  - C2 SADL (UCI)
  - SADL (SRI) - 系统架构描述语言
- 其他
  - Lileanna - 用有注释的Ada扩展的库互连语言
  - Dually （页面存档备份，存于）
  - ArchC （页面存档备份，存于）
  - AO-ADL （页面存档备份，存于）
  - ArchiMate
  - DAOP-ADL
  - DEMO （页面存档备份，存于）
  - DiaSpec
  - SSEP （页面存档备份，存于）
  - Unicon （页面存档备份，存于）
  - xADL （页面存档备份，存于）
  - UML - 统一建模语言

## 架构解决方案
- 学院派解决方案
  - 专注于架构化模型的分析评估
  - 单独模型
  - 严格的建模标记
  - 强大的分析技术
  - 深度优先广度
  - 特殊用途的解决方案
- 工业解决方案
  - 专注于广泛的开发问题
  - 模型家族化
  - 实用性优先于严谨性
  - 架构作为开发的蓝图
  - 广度优先深度
  - 通用解决方案

## 结论
- 有丰富的研究可借鉴
- 已经学习了很多表现和分析架构的知识
- 现在需要总结共同知识并付诸实践